# Gurd
Gurd (název stylizován jako GurⱭ) je švýcarská thrash/groovemetalová kapela z Bernu. Byla založena roku 1994  po rozpadu švýcarské power/thrashmetalové formace Poltergeist, v níž působili dva ze zakládajících členů Gurd Marek Felis a V.O. Pulver. Doplnili je kytarista Tommy Baumgartner a bubeník Tobias Roth. Nově zformovaná skupina hodlala hrát modernějším stylem.
Debutové studiové album se jmenuje stejně jako kapela - Gurd a vyšlo v roce 1995. V témže roce v listopadu vyšlo druhé dlouhometrážní album Addicted (obě pod Major Records). Následovala koncertní turné včetně účinkování na nizozemském festivalu Dynamo Open Air. V prosinci 1996 podepsala kapela smlouvu s vydavatelskou firmou Century Media Records a odebrala se do studia Woodhouse v německém Hagenu, aby zde nahrála své třetí studiové album s názvem D-fect.
V letech 1995–1998 stihla skupina vydat pět alb (včetně jednoho remixového). K roku 2024 má na svém kontě celkem 12 řadových desek.

## Sestava
- Franky Winkelmann – baskytara
- V.O. Pulver – kytara, vokály
- Steve Karrer – bicí
- Patrick „Pat“ Müller – kytara

## Diskografie
Studiová alba
- Gurd (1995)
- Addicted (1995)[4]
- D-fect (1996)
- D-fect: The Remixes (1997)
- Down the Drain (1998)
- Bedlam (2000)
- Encounter (2003)
- Bang! (2006)
- Your Drug of Choice (2009)
- Never Fail (2011)
- Fake (2014)
- Hallucinations (2022)

EP
- Propaganda Baby (2018)

Singly
- Almost Human (2015)

Kompilační alba
- Old Habits Die Hard – Vol. 1 (2020) – první část digitálního kompilačního alba s celkem 36 zremasterovanými skladbami
- Old Habits Die Hard – Vol. 2 (2020) – druhá část digitálního kompilačního alba s celkem 38 zremasterovanými skladbami

Koncertní alba
- 10 Years Of Addiction (2005) – obsahuje CD a DVD

Promo nahrávky
- Bedlam (1999) – 4skladbové promo CD k albu Bedlam
- Checkpoint #4 (2003) – promo CD firmy Diehard Music s celkem 5 skladbami od kapel Gurd, Aurora Borealis, Thorium, Koldborn a 2 Ton Predator